# Conférences de Bampton

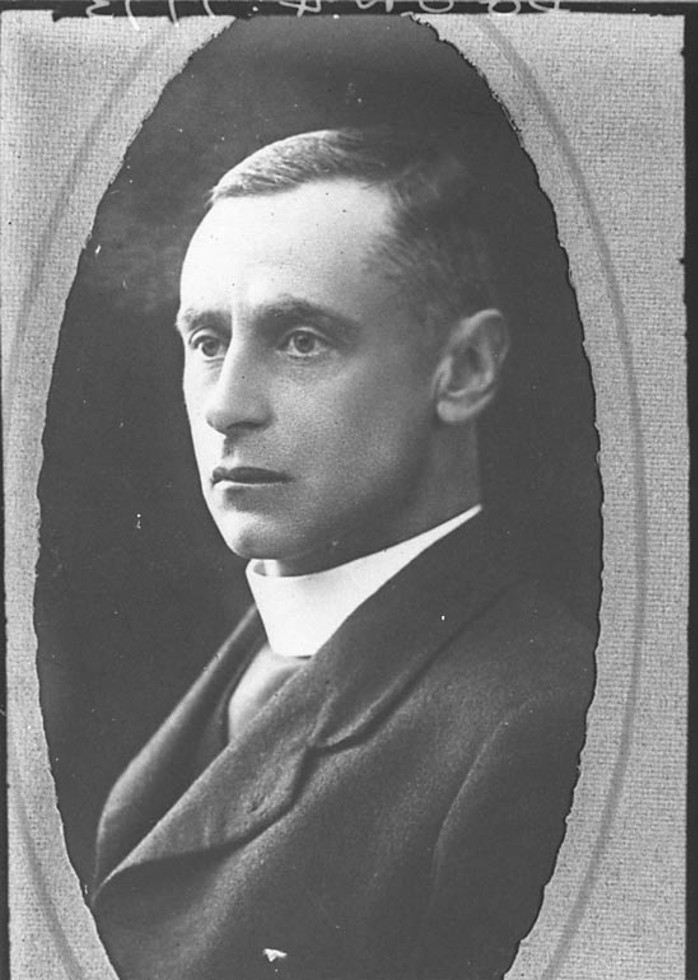
Philip Micklem (1876-1965), prêtre anglican qui a prononcé les conférences de Bampton en 1946

Les conférences de Bampton de l'université d'Oxford, en Angleterre, ont été fondées par un legs de John Bampton. Elles ont lieu depuis 1780.
Il s'agit d'une série de conférences annuelles; depuis le début du XXe siècle, elles sont devenues biennales. Elles continuent à se concentrer sur des sujets théologiques chrétiens. Les conférences sont traditionnellement publiées sous forme de livre. À un certain nombre de reprises, notamment aux points au cours du XIXe siècle, elles ont attiré un grand intérêt et des controverses.
Parmi les intervenants des conférences de Bampton, on compte Henry Kett et John Henry Newman.